# 錫埒圖庫倫旗
锡埒图库伦旗或称锡埒图库伦札萨克喇嘛旗，是清代漠南蒙古唯一的「喇嘛旗」，即喇嘛為扎薩克的旗:53。与青海的察汗诺门罕旗并为少数几个由世袭喇嘛执政的游牧部落（与同时代外蒙古的五个“沙毕”不同）。

## 历史沿革
后金天聪年间，来自阿木多地方（青海藏区）藏族萨木鲁家族的曼殊室利阿兴喇嘛受到皇太極礼遇:53。他在盛京边外的法库门修建居所，号称法库山曼殊室利喇嘛。天聪九年（1635年），阿兴喇嘛以老病请求退隐。皇太极为挽留阿兴喇嘛，除给予赏赐外，令漠南蒙古四十九旗分派喇嘛入居“曼殊室利库伦”。阿兴喇嘛逝世后，其弟囊素喇嘛受封为“锡勒图达尔罕绰尔济”，继承席位，下设四个札萨克、四个「德木齐」（執事喇嘛）辅佐。
此后，“曼殊室利库伦”开始被称“锡勒图库伦喇嘛旗”，锡勒图/锡埒图（羅馬化：xireetu）蒙古语意为“法座”:54。而其中“库伦”的含义非常广泛。在现代蒙古语中，可以指院落、围墙、范围、营盘、门（生物）、古列廷（释为“圈子”或“营”，元代汉译“翼”）、寺庙等。学界和民间对库伦旗的“库伦”解读有多种，无定论。有研究者认为，可解读为“寺院”、“寺庙”:55—57。为区别蒙古高原上其他被称为“库伦”的地方，锡勒图库伦又被称为“小库伦”。
顺治三年（1646年），囊素喇嘛逝世。清廷派盛京实胜寺西布札衮如克喇嘛任锡勒图库伦掌印札萨克达喇嘛。锡埒图库伦旗逐形成。此后，锡勒图库伦是与漠南內札薩克蒙古四十九旗平行的一个旗。辖区南北长约75公里、东南宽约30公里。历任扎萨克达喇嘛来自于萨木鲁家族:53—54。仿效藏区实行的寺主之叔侄传承制。牧地约在今内蒙古自治区通辽市库伦旗养息牧河一带。治所在今库伦旗。
1931年九一八事變后，锡勒图库伦所在的东蒙古归属满洲国。1934年年底，锡勒图库伦划归兴安南省。1935年，撤销绥东县治，原属昭乌达盟喀尔喀左翼旗和唐古特喀尔喀（原属卓索图盟土默特左翼旗）划入今库伦旗。从此库伦旗不再称“锡勒图库伦”。同年4月，成立库伦旗公署，旗长由罗布桑仁沁担任，日本人岩满三七男任参事官。